# Eirene gibbosa
Eirene gibbosa är en nässeldjursart som först beskrevs av Edward McCrady 1859.  Eirene gibbosa ingår i släktet Eirene och familjen Eirenidae. Inga underarter finns listade i Catalogue of Life.